# Čang Ting-čcheng
Čang Ting-čcheng (čínsky pchin-jinem Zhāng Dǐngchéng, znaky zjednodušené 张鼎丞; prosinec 1898 – 16. prosince 1981) byl čínský komunistický politik, generální prokurátor Nejvyšší lidové prokuratury (1954–1975), později místopředseda stálého výboru Všečínského shromáždění lidových zástupců (1975–1980). Předtím, v letech 1949–1954, spravoval provincii Fu-ťien jako tajemník tamního provinčního výboru KS Číny a předseda fuťienské lidové vlády. V letech 1945–1982 byl členem ústředního výboru KS Číny

## Život
Čang Ting-čcheng se narodil v prosinci 1898 v okrese Jung-ting na jihozápadě provincie Fu-ťien. Po studiích od roku 1924 působil jako učitel v rodném okrese. Účastnil se mládežnického a rolnického hnutí ve svém rodném městě, v roce 1927 vstoupil do Komunistické strany Číny. Následujícího roku vedl rolnická ozbrojená povstání v okresech Lung-jen, Šang-chang a Jung-ting v západním Fu-ťienu a působil jako organizační tajemník zvláštního výboru KSČ v západním Fu-ťienu, zástupce velitele Západofuťienského povstaleckého výboru, velitel praporu a pluku Rudé armády (jako jeho komisař působil Teng C’-chuej). Na jaře 1929 vedl své jednotky ke spolupráci se 4. armádou Čínské dělnicko-rolnické rudé armády vedenou Mao Ce-tungem a Ču Teem, která do Fu-ťienu přišla ze severozápadu, a v květnu 1929 se stal předsedou nově založeného revolučního výboru okresu Jung-ting. V červenci se stal i tajemníkem vojenského výboru zvláštního výboru KS Číny západního Fu-ťienu a v srpnu se stal stranickým představitelem (resp. politickým komisařem) 4. kolony 4. armády. V zimě 1929/1930 pokračovaly boje jeho sil s kuomintangskými oddíly. Po ustavení sovětské vlády západního Fu-ťienu v březnu 1930 se stal členem jejího výkonného výboru a v červenci 1930 nahradil Teng C’-chueje ve funkci jejího předsedy.
V listopadu 1931 se zúčastnil I. sjezdu sovětů dělníků, rolníků a vojáků Čínské sovětské republiky na němž byl zvolen členem výkonného výboru prozatímní ústřední vlády Čínské sovětské republiky a lidovým komisařem zemědělství. V březnu 1932, kdy byla ustavena sovětská vláda ve Fu-ťienu, se stal jejím předsedou a aktivně organizoval okresní, obvodní a městské sjezdy dělníků, rolníků a vojáků, které zřizovaly místní a regionální sověty, podílel se na organizaci lidových ozbrojených sil. Na podzim roku 1933 byl tvrdě kritizován za to, že se bránil kritice „linie Luo Minga“ a roku 1934 byl proto odvolán z funkce předsedy fuťienské provinční sovětské vlády a přeložen na místo náměstka lidového komisaře výživy Čínské sovětské republiky.
Po odchodu většiny komunistických vojsk na Dlouhý pochod v říjnu 1934 se vrátil do Fu-ťienu, kde s nevelkým oddílem vedl partyzánský boj proti kuomintangským úřadům. V létě roku 1935 převzal vedení vojensko-politického výboru jihozápadního Fu-ťienu a spolu s Teng C’-chuejem a Tchan Čen-linem (místopředsedové výboru) řídil komunistický odboj v regionu. Po Sianském incidentu v prosinci 1936 navázal styky s kuomintangskými úřady, roku 1937 se stal tajemníkem výboru KS Číny pro pohraniční oblast na pomezí provincií Fu-ťien, Ťiang-si a Kuang-tung. Roku 1938 převzal velení nad 2. oddílem Nové 4. armády (do které se sjednotily komunistické síly jižně od Jang-c’-ťiang) se kterým se přesunoval na sever. V květnu 1939 odjel do Jen-anu studovat na ústřední stranické škole, v roce 1941 se stal velitelem 7. divize Nové 4. armády a později velitelem vojenské oblasti Wan-ťiang, od února 1943 vedl 2. oddělení ústřední stranické školy. Na VII. sjezdu KS Číny v dubnu–červnu 1945 byl zvolen členem ústředního výboru (znovuzvolen na následujících sjezdech roku 1956, 1969, 1973 a 1977, členem ÚV zůstal až do své smrti).
V říjnu 1945 se vrátil do východní Číny a byl jmenován velitelem Středočínské vojenské oblasti. S vypuknutím dalšího kola občanské války se podílel na bojích ve středním Ťiang-su, v říjnu 1946 vedl své jednotky na sever do Šan-tungu. V lednu 1949 se stal členem stálého výboru východočínského byra ÚV KS Číny a vedoucím organizačního oddělení byra. Po osvobození Šanghaje se s Jie Fejem přesunul do Fu-ťienu, kde převzal správu provincie.
Po vzniku Čínské lidové republiky se stal členem celostátního výboru Čínského lidového politického poradního shromáždění, čtvrtým tajemníkem východočínského byra ÚV KS Číny, tajemníkem fuťienského provinčního výboru KS Číny, předsedou lidové vlády Fu-ťienu a politickým komisařem fuťienské provinční vojenské oblasti. Podílel se na výstavbě pobřežní obrany provincie a v roce 1952 se stal místopředsedou Východočínského administrativního výboru a předsedou jeho politicko-právního výboru. V srpnu 1953 přešel do Pekingu, kde převzal funkci prvního zástupce vedoucího organizačního oddělení ÚV KS Číny a v následujícím roce působil jako jeho úřadující vedoucí oddělení.
Po ustavení Všečínského shromáždění lidových zástupců (parlamentu) v září 1954 ho shromáždění zvolilo generálním prokurátorem Nejvyšší lidové prokuratury. Během dlouhého období vedení prokuratury se držel linie a politiky strany, ve funkci se soustředil na zavedení socialistického právního systému a upevnění lidově demokratické diktatury. Během kulturní revoluce byl kritizován a pronásledován. V lednu 1975 Všečínské shromáždění lidových zástupců přijalo novou ústavu, která již nezřizovala úřad generálního prokurátora, z funkce tudíž odešel, náhradou byl zvolen místopředsedou shromáždění. V březnu 1978 byl znovuzvolen místopředsedou stálého výboru Všečínského shromáždění lidových zástupců na další volební období, ale už v srpnu 1980 rezignoval (v rámci širší obměny vedení státu).
Dne 16. prosince 1981 v Pekingu po dlouhé nemoci zemřel.